# Bronchite
 Mise en garde médicale
Le terme bronchite peut désigner plusieurs maladies respiratoires :
- la bronchite aiguë, une infection transitoire principalement liée à un virus ;
- la bronchite chronique, une cause de toux chronique principalement liée au tabac ;
- la bronchite chronique obstructive, une cause de gêne respiratoire chronique principalement liée au tabac ;
- chez les animaux :
  - la bronchite chronique du félin,
  - la bronchite vermineuse du porcin.